# 野神和沙
野神 和沙（のがみ かずさ、1966年 - ）は、日本のAV女優。

## 略歴・人物
2008年にデビューした熟女系のAV女優である。近親相姦を扱った作品に母親役で数多く出演している。

## 出演作品

### アダルトビデオ
- 熟女百景 【上巻】 艶やかな咆哮エロス
- 極選4時間 人妻温泉
- 近親相姦セレクション 母さんとしたい時に見るビデオ
- 母さんの膝枕総集編
- 近親相姦　母子受精DX
- 裏・本番！！人妻デリヘル 〜中出し編
- 近親相姦 母の寝室DX
- 人妻温泉 癒し系
- 母の夜這い 野神和沙
- 母さんの膝枕 野神和沙・雅美
- 近親相姦 母の寝室 野神和沙
- 近親相姦 美しい義母の秘密
- 熟女乱舞 勢いのある顔面発射